# Elvin Mürsəliyev
Elvin Ədalət oğlu Mürsəliyev (ur. 17 sierpnia 1988 roku) – azerski zapaśnik walczący w stylu klasycznym. Olimpijczyk z Rio de Janeiro 2016, gdzie zajął siódme miejsce w kategorii 75 kg.
Brązowy medalista mistrzostw świata w 2014 i 2017. Mistrz igrzysk europejskich w 2015. Piąty na uniwersjadzie w 2013. Wicemistrz Europy w 2010 i trzeci w 2014 i 2018. Złoty medalista igrzysk Solidarności Islamskiej w 2017. Pierwszy w Pucharze Świata w 2015; drugi w 2017 i trzeci w 2014. Drugi na Światowych Igrzyskach Sportów Walki w 2013. Mistrz Świata juniorów w 2008 i wicemistrz w 2007 roku.